# UCAC4 588-049886
UCAC4 588-049886 —  одиночная звезда в созвездии Волос Вероники на расстоянии приблизительно 644 световых лет (около 198 парсек) от Солнца. Видимая звёздная величина звезды — +13,845m.
Вокруг звезды обращается, как минимум, одна планета.

## Характеристики
UCAC4 588-049886 — оранжевая звезда спектрального класса K. Эффективная температура — около 4566 K.

## Планетная система
В 2021 году группой астрономов было объявлено об открытии планеты 2M 1253+2734 b.